# Unione Sportiva Alessandria Calcio 1912 2015-2016
Questa voce raccoglie le informazioni riguardanti l'Unione Sportiva Alessandria Calcio 1912 nelle competizioni ufficiali della stagione 2015-2016.

## Stagione
Nella stagione 2015-2016 l'Alessandria ha disputato il ventinovesimo campionato di terza serie della sua storia, prendendo parte alla Lega Pro.
Il cammino in Coppa Italia maggiore ha avuto inizio il 2 agosto 2015, allo Stadio Giuseppe Moccagatta, dove i grigi hanno superato i dilettanti dell'AltoVicentino (2-0) nel primo turno preliminare; sette giorni dopo si sono imposti sul campo della Pro Vercelli, squadra militante in Serie B, superata per 2-1 grazie ai gol di Fischnaller e del brasiliano Mezavilla. Altri sei giorni dopo, venne superato il terzo turno dei preliminari contro i pari-categoria della Juve Stabia per 1 a 0, grazie alla rete di Loviso.
Il 2 dicembre l'Alessandria ha espugnato lo Stadio Renzo Barbera, superando per 3 a 2 il Palermo, grazie alle reti di Loviso, Marconi e Nicco, ottenendo così il passaggio agli ottavi di finale.
Ottavo che ha avuto luogo il 15 dicembre al Luigi Ferraris, contro i padroni di casa del Genoa, allenati da Gian Piero Gasperini. I piemontesi si sono portati in vantaggio con Marras ad inizio ripresa, per poi subire in pieno recupero il pareggio dei rossoblù; nel secondo tempo supplementare, Bocalon ha risolto la partita a favore dei grigi. Il 18 gennaio 2016 sono stati disputati i quarti di finale contro lo Spezia: l'Alessandria vinse anche all'Alberto Picco rimontando negli ultimi minuti i padroni di casa grazie ad una doppietta di Bocalon. Questi risultati hanno permesso alla squadra allenata da Gregucci di raggiungere la sua prima semifinale di Coppa Italia dal 1935-1936, da disputarsi peraltro contro la stessa squadra affrontata ottant'anni prima, il Milan. I grigi vennero sconfitti 1-0 all'andata (gol di Balotelli al 45' su rigore) e 5-0 al ritorno.

## Divise e sponsor
Il fornitore ufficiale di materiale tecnico per la stagione 2015-2016 è stato Acerbis, in virtù del contratto di partnership quadriennale sottoscritto nel 2013; lo sponsor di maglia è stato GLS Corriere Espresso; inoltre compare Ascom è comparso sul retro della maglia, sotto la numerazione. Per la Coppa Italia, in occasione delle semifinali, è stato aggiunto lo sponsor Santero 958.
| 1ª divisa | 2ª divisa | Portiere |

## Organigramma societario
Area direttiva
- Presidente: Luca Di Masi

Area organizzativa
- Segretario generale e delegato alla sicurezza: Stefano Toti
- Team manager: Andrea La Rosa
- Segreteria amministrativa: Cristina Bortolini e Federica Rosina
- Addetto all'arbitro: Emiliano Gallione
- Responsabile rapporti con la tifoseria: Emanuele Bellingeri e Gregorio Mazzone

Area comunicazione
- Responsabile Area Comunicazione: Gigi Poggio
- Ufficio stampa: Mauro Risciglione, Michela Amisano, e Tino Pastorino
- Speaker stadio: Mauro Bavastri e Carlo Camurati

Area marketing
- Direttore Commerciale: Luca Borio
- Addetto commerciale: Federico Vaio e Alessandro Soldati

Area tecnica
- Direttore sportivo: Giuseppe Magalini
- Allenatore: Giuseppe Scienza, dal 30 settembre Angelo Gregucci[12]
- Allenatore in seconda: Roberto Galletti, dal 1º ottobre Antonio Rizzolo[13]
- Preparatore atletico: Marco Bresciani (fino al 29 settembre)[14], dal 13 ottobre Alessandro Scaia[15]
- Preparatore dei portieri: Andrea Servili
- Recupero infortuni: Andrea Bocchio
- Magazziniere: Gianfranco Sguaizer

Area sanitaria
- Responsabile: Dr. Paolo Gola
- Medico sociale: Dr. Paolo Gentili
- Massofisioterapisti: Jacopo Capocchiano e Giuseppe Ciclista

## Rosa
| N. |                      | Ruolo | Calciatore                 |
| -- | -------------------- | ----- | -------------------------- |
|    | Italia (bandiera)    | P     | Emanuele Nordi             |
|    | Italia (bandiera)    | P     | Gianmarco Vannucchi        |
|    | Italia (bandiera)    | P     | Alberto Varesio            |
|    | Croazia (bandiera)   | D     | Vedran Celjak              |
|    | Italia (bandiera)    | D     | Marco Guerriera            |
|    | Italia (bandiera)    | D     | Gianni Manfrin             |
|    | Argentina (bandiera) | D     | Santiago Morero (capitano) |
|    | Italia (bandiera)    | D     | Roberto Sabato             |
|    | Italia (bandiera)    | D     | Alex Sirri                 |
|    | Uruguay (bandiera)   | D     | Cristian Sosa              |
|    | Italia (bandiera)    | D     | Nicolò Sperotto            |
|    | Italia (bandiera)    | D     | Leonardo Terigi            |
|    | Italia (bandiera)    | C     | Filippo Boniperti          |
|    | Italia (bandiera)    | C     | Simone Branca              |

| N. |                    | Ruolo | Calciatore               |
| -- | ------------------ | ----- | ------------------------ |
|    | Italia (bandiera)  | C     | Andrea Cittadino         |
|    | Italia (bandiera)  | C     | Simone Iocolano          |
|    | Italia (bandiera)  | C     | Massimo Loviso           |
|    | Brasile (bandiera) | C     | Adriano Mezavilla        |
|    | Italia (bandiera)  | C     | Gianluca Nicco           |
|    | Italia (bandiera)  | C     | Giuseppe Picone          |
|    | Italia (bandiera)  | C     | Mirco Spighi             |
|    | Italia (bandiera)  | C     | Ferdinando Vitofrancesco |
|    | Italia (bandiera)  | A     | Riccardo Bocalon         |
|    | Italia (bandiera)  | A     | Manuel Fischnaller       |
|    | Italia (bandiera)  | A     | Antimo Iunco             |
|    | Italia (bandiera)  | A     | Michele Marconi          |
|    | Italia (bandiera)  | A     | Manuel Marras            |
|    | Italia (bandiera)  | A     | Matteo Principe          |

## Calciomercato

### Sessione estiva
| Acquisti | Acquisti            | Acquisti       | Acquisti      |
| R.       | Nome                | da             | Modalità      |
| -------- | ------------------- | -------------- | ------------- |
| P        | Andrea Capra        | OltrepoVoghera | prestito      |
| P        | Gianmarco Vannucchi | Juventus       | definitivo    |
| D        | Vedran Celjak       | Benevento      | definitivo    |
| D        | Gianni Manfrin      | Chievo         | prestito      |
| C        | Filippo Boniperti   | Mantova        | definitivo    |
| C        | Simone Branca       | Südtirol       | definitivo    |
| C        | Andrea Cittadino    | FeralpiSalò    | definitivo    |
| C        | Massimo Loviso      | Parma          | svincolato    |
| C        | Gianluca Nicco      | Perugia        | definitivo    |
| C        | Giuseppe Picone     | Asti           | fine prestito |
| A        | Riccardo Bocalon    | Internazionale | definitivo    |
| A        | Manuel Fischnaller  | Südtirol       | definitivo    |
| A        | Manuel Marras       | Spezia         | prestito      |
| A        | Matteo Principe     | Pro Vercelli   | prestito      |

| Cessioni | Cessioni           | Cessioni       | Cessioni      |
| R.       | Nome               | a              | Modalità      |
| -------- | ------------------ | -------------- | ------------- |
| P        | Andrea Capra       | Derthona       | fine prestito |
| P        | Giacomo Poluzzi    | Fidelis Andria | definitivo    |
| D        | Giuseppe Nicolao   | Napoli         | fine prestito |
| C        | Gabriele Cavalli   | Cuneo          | svincolato    |
| C        | Luca Mora          | SPAL           | definitivo    |
| C        | Kenneth Obodo (II) | Juve Stabia    | svincolato    |
| C        | Mirco Spighi       | SPAL           | definitivo    |
| C        | Michele Valentini  | Campobasso     | definitivo    |
| A        | Domenico Germinale | SPAL           | fine prestito |
| A        | Matteo Guazzo      | Virtus Entella | fine prestito |
| A        | Julien Rantier     | Pro Piacenza   | definitivo    |
| A        | Riccardo Taddei    | Catanzaro      | definitivo    |

### Sessione invernale
| Acquisti | Acquisti        | Acquisti       | Acquisti   |
| R.       | Nome            | da             | Modalità   |
| -------- | --------------- | -------------- | ---------- |
| D        | Marco Guerriera | Cosenza        | definitivo |
| D        | Nicolò Sperotto | Carpi          | prestito   |
| C        | Simone Iocolano | Bassano Virtus | definitivo |

| Cessioni | Cessioni | Cessioni | Cessioni |
| R.       | Nome     | a        | Modalità |
| -------- | -------- | -------- | -------- |

## Risultati

### Campionato

#### Girone di andata
| Arbitro: | Perotti (Legnano) |

|           |           |                       |
| Iunco 37’ | Marcatori | 52’ Guerra 70’ Romero |

| Arbitro: | Tardino (Milano) |

|  |           |                 |
|  | Marcatori | 22’ Fischnaller |

| Alessandria 19 settembre 2015, ore 20:30 CEST 3ª giornata | Alessandria       | 0 – 0 referto | Cremonese | Stadio Giuseppe Moccagatta (2.375 spett.)\| Arbitro: \| Piccinini (Forlì) \| |
| Arbitro:                                                  | Piccinini (Forlì) |               |           |                                                                              |

| Arbitro: | Catona (Reggio Calabria) |

|                         |           |  |
| Belotti 14’ Russini 50’ | Marcatori |  |

| Arbitro: | Meleleo (Casarano) |

|                        |           |                   |
| Sosa 45’ Mezavilla 88’ | Marcatori | 74’ (rig.) Soncin |

| Arbitro: | Sassoli (Arezzo) |

|  |           |                                     |
|  | Marcatori | 27’, 72’ Bocalon 42’, 45’ Boniperti |

| Bassano del Grappa 18 ottobre 2015, ore 15:00 CEST 7ª giornata | Bassano Virtus                | 0 – 0 referto | Alessandria | Stadio Rino Mercante (1.250 spett.)\| Arbitro: \| Di Ruberto (Nocera Inferiore) \| |
| Arbitro:                                                       | Di Ruberto (Nocera Inferiore) |               |             |                                                                                    |

| Arbitro: | Piscopo (Imperia) |

|                                                        |           |             |
| Nicco 5’ Bocalon 19’ Marras 33’ Fischnaller 78’ (rig.) | Marcatori | 48’ Valotti |

| Arbitro: | Proietti (Terni) |

|                         |           |                    |
| Litteri 53’ Minesso 90’ | Marcatori | 71’ (rig.) Bocalon |

| Arbitro: | Pasciuta (Agrigento) |

|                    |           |  |
| Bocalon 41’ (rig.) | Marcatori |  |

| Arbitro: | Boggi (Salerno) |

|              |           |               |
| De Cenco 85’ | Marcatori | 26’ Mezavilla |

| Arbitro: | Mancini (Fermo) |

|                  |           |            |
| Bocalon 56’, 90’ | Marcatori | 29’ Marino |

| Arbitro: | Pillitteri (Palermo) |

|             |           |  |
| Bocalon 53’ | Marcatori |  |

| Arbitro: | Dionisi (L'Aquila) |

|  |           |                                                        |
|  | Marcatori | 9’ Mezavilla 24’ Branca 70’ M. Marconi 84’ Fischnaller |

| Arbitro: | Bertani (Pisa) |

|                 |           |             |
| Bocalon 5’, 20’ | Marcatori | 79’ Kirilov |

| Arbitro: | Ranaldi (Tivoli) |

|           |           |            |
| Mogoș 34’ | Marcatori | 24’ Marras |

| Arbitro: | Strippoli (Macerata) |

|                |           |              |
| M. Marconi 60’ | Marcatori | 19’ Altinier |

#### Girone di ritorno
| Arbitro: | Prontera (Bologna) |

|                                                    |           |  |
| Maracchi 16’ Bracaletti 26’ (rig.) Settembrini 50’ | Marcatori |  |

| Arbitro: | Amoroso (Paola) |

|          |           |  |
| Sosa 78’ | Marcatori |  |

| Arbitro: | Pillitteri (Palermo) |

|                            |           |           |
| Sansovini 13’ Maiorino 49’ | Marcatori | 24’ Nicco |

| Arbitro: | Morrelale (Roma) |

|              |           |                  |
| Iocolano 42’ | Marcatori | 76’ J. Mantovani |

| Arbitro: | Volpi (Arezzo) |

|               |           |                               |
| Checcucci 71’ | Marcatori | 57’, 61’ Bocalon 65’ Iocolano |

| Arbitro: | Panarese (Lecce) |

|                   |           |           |
| Vitofrancesco 31’ | Marcatori | 76’ Barba |

| Arbitro: | Valiante (Nocera Inferiore) |

|               |           |                         |
| Mezavilla 11’ | Marcatori | 8’ Stevanin 82’ Candido |

| Arbitro: | Bertani (Pisa) |

|  |           |                                                   |
|  | Marcatori | 16’, 71’ Branca 57’ Bocalon 90’ (rig.) M. Marconi |

| Arbitro: | Paolini (Ascoli Piceno) |

|            |           |                        |
| Loviso 71’ | Marcatori | 12’ Lora 29’ Chiaretti |

| Arbitro: | Pietropaolo (Modena) |

|  |           |                |
|  | Marcatori | 14’ M. Marconi |

| Arbitro: | Marinelli (Tivoli) |

|                |           |  |
| M. Marconi 68’ | Marcatori |  |

| Arbitro: | Luciano (Lamezia Terme) |

|  |           |                     |
|  | Marcatori | 49’ Morero 83’ Sosa |

| Arbitro: | Morreale (Roma) |

|  |           |                                              |
|  | Marcatori | 33’ (rig.) Bocalon 63’ Sperotto 77’ Iocolano |

| Alessandria 17 aprile 2016, ore 17:30 CEST 31ª giornata | Alessandria       | 0 – 0 referto | Mantova | Stadio Giuseppe Moccagatta (3.053 spett.)\| Arbitro: \| Piscopo (Imperia) \| |
| Arbitro:                                                | Piscopo (Imperia) |               |         |                                                                              |

| Arbitro: | Giovani (Grosseto) |

|             |           |                    |
| H. Fink 39’ | Marcatori | 41’ (aut.) H. Fink |

| Arbitro: | Dionisi (L'Aquila) |

|  |           |          |
|  | Marcatori | 70’ Arma |

| Arbitro: | Mantelli (Brescia) |

|                                           |           |  |
| Fabiano 4’ Petrilli 22’ Altinier 25’, 46’ | Marcatori |  |

### Play-off

#### Turno preliminare
| Arbitro: | Di Martino (Teramo) |

|                        |           |  |
| Sarno 68’ Iemmello 82’ | Marcatori |  |

### Coppa Italia

#### Turni eliminatori
| Arbitro: | Perotti (Legnano) |

|                                 |           |  |
| Fischnaller 3’ Loviso 7’ (rig.) | Marcatori |  |

| Arbitro: | Serra (Torino) |

|               |           |                               |
| Ardizzone 37’ | Marcatori | 32’ Fischnaller 60’ Mezavilla |

| Arbitro: | Minelli (Varese) |

|            |           |  |
| Loviso 56’ | Marcatori |  |

| Arbitro: | Nasca (Bari) |

|                              |           |                                           |
| Trajkovski 55’ Gilardino 85’ | Marcatori | 4’ (rig.) Loviso 23’ M. Marconi 82’ Nicco |

#### Fase finale
| Arbitro: | Banti (Livorno) |

|                 |           |                         |
| Pavoletti 90+2’ | Marcatori | 46’ Marras 113’ Bocalon |

| Arbitro: | Tagliavento (Terni) |

|                   |           |                    |
| Calaiò 20’ (rig.) | Marcatori | 83’, 90+2’ Bocalon |

| Arbitro: | Irrati (Pistoia) |

|  |           |                      |
|  | Marcatori | 43’ (rig.) Balotelli |

| Arbitro: | Guida (Torre Annunziata) |

|                                                                 |           |  |
| Ménez 20’, 39’ Romagnoli 24’ R. Sabato 80’ (aut.) Balotelli 89’ | Marcatori |  |

### Coppa Italia Lega Pro

#### Fase a eliminazione diretta
| Arbitro: | Massimi (Termoli) |

|                                |           |               |
| Picone 18’ M. Marconi 33’, 45’ | Marcatori | 61’ Del Sante |

| Arbitro: | Bichisecchi (Livorno) |

|                   |           |            |
| Magnaghi 26’, 76’ | Marcatori | 41’ Terigi |

## Statistiche

### Statistiche di squadra
| Competizione          | Punti | In casa | In casa | In casa | In casa | In casa | In casa | In trasferta | In trasferta | In trasferta | In trasferta | In trasferta | In trasferta | Totale | Totale | Totale | Totale | Totale | Totale | D.R. |
| Competizione          | Punti | G       | V       | N       | P       | Gf      | Gs      | G            | V            | N            | P            | Gf           | Gs           | G      | V      | N      | P      | Gf     | Gs     | D.R. |
| --------------------- | ----- | ------- | ------- | ------- | ------- | ------- | ------- | ------------ | ------------ | ------------ | ------------ | ------------ | ------------ | ------ | ------ | ------ | ------ | ------ | ------ | ---- |
| Campionato            | 57    | 17      | 8       | 5       | 4       | 20      | 14      | 17           | 8            | 4            | 5            | 27           | 17           | 34     | 16     | 9      | 9      | 47     | 31     | 16   |
| Play-off              |       | –       | –       | –       | –       | –       | –       | 1            | 0            | 0            | 1            | 0            | 2            | 1      | 0      | 0      | 1      | 0      | 0      | 2    |
| Coppa Italia          |       | 3       | 2       | 0       | 1       | 3       | 1       | 5            | 4            | 0            | 1            | 9            | 10           | 8      | 6      | 0      | 2      | 12     | 11     | 1    |
| Coppa Italia Lega Pro |       | 1       | 1       | 0       | 0       | 3       | 1       | 1            | 0            | 0            | 1            | 1            | 2            | 2      | 1      | 0      | 1      | 4      | 3      | 1    |
| Totale                |       | 21      | 11      | 5       | 5       | 26      | 16      | 24           | 12           | 4            | 8            | 37           | 31           | 45     | 23     | 9      | 13     | 63     | 47     | 16   |

### Andamento in campionato
| Giornata  | 1  | 2  | 3  | 4  | 5  | 6 | 7 | 8 | 9 | 10 | 11 | 12 | 13 | 14 | 15 | 16 | 17 | 18 | 19 | 20 | 21 | 22 | 23 | 24 | 25 | 26 | 27 | 28 | 29 | 30 | 31 | 32 | 33 | 34 |
| --------- | -- | -- | -- | -- | -- | - | - | - | - | -- | -- | -- | -- | -- | -- | -- | -- | -- | -- | -- | -- | -- | -- | -- | -- | -- | -- | -- | -- | -- | -- | -- | -- | -- |
| Luogo     | C  | T  | C  | T  | C  | T | T | C | T | C  | T  | C  | C  | T  | C  | T  | C  | T  | C  | T  | C  | T  | C  | C  | T  | C  | T  | C  | T  | T  | C  | T  | C  | T  |
| Risultato | P  | V  | N  | P  | V  | V | N | V | P | V  | N  | V  | V  | V  | V  | N  | N  | P  | V  | P  | N  | V  | N  | P  | V  | P  | V  | V  | V  | V  | N  | N  | P  | P  |
| Posizione | 17 | 11 | 11 | 12 | 10 | 7 | 8 | 5 | 5 | 5  | 5  | 4  | 3  | 2  | 1  | 2  | 1  | 2  | 2  | 3  | 4  | 4  | 4  | 5  | 4  | 4  | 4  | 4  | 4  | 4  | 3  | 4  | 4  | 4  |

Legenda:

Luogo: C = Casa; T = Trasferta. Risultato: V = Vittoria; N = Pareggio; P = Sconfitta.

### Statistiche dei giocatori
| Giocatore        | Lega Pro | Lega Pro | Lega Pro    | Lega Pro   | Play-off promozione | Play-off promozione | Play-off promozione | Play-off promozione | Coppa Italia | Coppa Italia | Coppa Italia | Coppa Italia | Coppa Italia Lega Pro | Coppa Italia Lega Pro | Coppa Italia Lega Pro | Coppa Italia Lega Pro | Totale   | Totale | Totale      | Totale     |
| Giocatore        | Presenze | Reti     | Ammonizioni | Espulsioni | Presenze            | Reti                | Ammonizioni         | Espulsioni          | Presenze     | Reti         | Ammonizioni  | Espulsioni   | Presenze              | Reti                  | Ammonizioni           | Espulsioni            | Presenze | Reti   | Ammonizioni | Espulsioni |
| ---------------- | -------- | -------- | ----------- | ---------- | ------------------- | ------------------- | ------------------- | ------------------- | ------------ | ------------ | ------------ | ------------ | --------------------- | --------------------- | --------------------- | --------------------- | -------- | ------ | ----------- | ---------- |
| R. Benech        | 1        | 0        | 0           | 0          | -                   | -                   | -                   | -                   | -            | -            | -            | -            | -                     | -                     | -                     | -                     | 1        | 0      | 0           | 0          |
| R. Bocalon       | 31       | 14       | 4           | 0          | 1                   | 0                   | 0                   | 0                   | 7            | 3            | 0            | 0            | 2                     | 0                     | 0                     | 0                     | 41       | 17     | 4           | 0          |
| F. Boniperti     | 11       | 2        | 0           | 0          | -                   | -                   | -                   | -                   | 5            | 0            | 1            | 0            | 1                     | 0                     | 0                     | 0                     | 17       | 2      | 1           | 0          |
| S. Branca        | 33       | 3        | 2           | 0          | 1                   | 0                   | 1                   | 0                   | 8            | 0            | 1            | 0            | 1                     | 0                     | 0                     | 0                     | 43       | 3      | 4           | 0          |
| V. Celjak        | 31       | 0        | 5           | 1          | 1                   | 0                   | 0                   | 0                   | 4            | 0            | 2            | 0            | -                     | -                     | -                     | -                     | 36       | 0      | 7           | 1          |
| A. Cittadino     | 4        | 0        | 0           | 0          | -                   | -                   | -                   | -                   | 1            | 0            | 0            | 0            | 2                     | 0                     | 1                     | 0                     | 7        | 0      | 1           | 0          |
| M. Fischnaller   | 30       | 3        | 4           | 0          | 1                   | 0                   | 0                   | 0                   | 8            | 2            | 1            | 0            | 2                     | 0                     | 0                     | 0                     | 41       | 5      | 5           | 0          |
| M. Guerriera     | 4        | 0        | 1           | 0          | -                   | -                   | -                   | -                   | -            | -            | -            | -            | 1                     | 0                     | 0                     | 0                     | 5        | 0      | 1           | 0          |
| S. Iocolano      | 14       | 3        | 0           | 0          | 1                   | 0                   | 0                   | 0                   | 1            | 0            | 0            | 0            | 1                     | 0                     | 0                     | 0                     | 17       | 3      | 0           | 0          |
| A. Iunco         | 16       | 1        | 2           | 0          | -                   | -                   | -                   | -                   | 4            | 0            | 1            | 0            | -                     | -                     | -                     | -                     | 20       | 1      | 3           | 0          |
| M. Loviso        | 12       | 1        | 1           | 0          | -                   | -                   | -                   | -                   | 7            | 3            | 1            | 0            | 1                     | 0                     | 0                     | 0                     | 20       | 4      | 2           | 0          |
| G. Manfrin       | 8        | 0        | 0           | 0          | -                   | -                   | -                   | -                   | 2            | 0            | 1            | 0            | 1                     | 0                     | 0                     | 0                     | 11       | 0      | 1           | 0          |
| M. Marconi       | 28       | 5        | 4           | 1          | 1                   | 0                   | 0                   | 0                   | 8            | 1            | 1            | 0            | 2                     | 2                     | 0                     | 0                     | 39       | 8      | 5           | 1          |
| M. Marras        | 29       | 2        | 6           | 1          | 1                   | 0                   | 0                   | 0                   | 6            | 1            | 2            | 0            | 1                     | 0                     | 0                     | 0                     | 37       | 3      | 8           | 1          |
| A. Mezavilla     | 28       | 4        | 3           | 0          | 1                   | 0                   | 0                   | 0                   | 6            | 1            | 0            | 0            | -                     | -                     | -                     | -                     | 35       | 5      | 3           | 0          |
| S. Morero        | 22       | 1        | 10          | 2          | 1                   | 0                   | 1                   | 0                   | 5            | 0            | 2            | 0            | 2                     | 0                     | 1                     | 0                     | 30       | 1      | 14          | 2          |
| G. Nicco         | 31       | 2        | 10          | 0          | 1                   | 0                   | 1                   | 0                   | 7            | 1            | 2            | 0            | 1                     | 0                     | 0                     | 0                     | 40       | 3      | 13          | 0          |
| E. Nordi         | 10       | -12      | 0           | 0          | -                   | -                   | -                   | -                   | 3            | -1           | 0            | 0            | -                     | -                     | -                     | -                     | 13       | -13    | 0           | 0          |
| G. Picone        | -        | -        | -           | -          | -                   | -                   | -                   | -                   | -            | -            | -            | -            | 1                     | 1                     | 0                     | 0                     | 1        | 1      | 0           | 0          |
| M. Principe      | 2        | 0        | 0           | 0          | -                   | -                   | -                   | -                   | -            | -            | -            | -            | -                     | -                     | -                     | -                     | 2        | 0      | 0           | 0          |
| R. Sabato (II)   | 22       | 0        | 3           | 0          | 1                   | 0                   | 1                   | 0                   | 6            | 0            | 2            | 1            | -                     | -                     | -                     | -                     | 29       | 0      | 6           | 1          |
| A. Sirri         | 16       | 0        | 6           | 1          | -                   | -                   | -                   | -                   | 8            | 0            | 2            | 0            | 1                     | 0                     | 0                     | 0                     | 25       | 0      | 8           | 1          |
| C. Sosa          | 31       | 3        | 8           | 1          | 1                   | 0                   | 1                   | 0                   | 6            | 0            | 2            | 0            | 1                     | 0                     | 0                     | 0                     | 39       | 3      | 11          | 1          |
| N. Sperotto      | 10       | 1        | 1           | 0          | 1                   | 0                   | 0                   | 0                   | 1            | 0            | 0            | 0            | 1                     | 0                     | 0                     | 0                     | 13       | 1      | 1           | 0          |
| M. Spighi        | -        | -        | -           | -          | -                   | -                   | -                   | -                   | 1            | 0            | 0            | 0            | -                     | -                     | -                     | -                     | 1        | 0      | 0           | 0          |
| L. Terigi        | 4        | 0        | 0           | 0          | -                   | -                   | -                   | -                   | -            | -            | -            | -            | 1                     | 1                     | 0                     | 0                     | 5        | 1      | 0           | 0          |
| G. Vannucchi     | 24       | -19      | 3           | 0          | 1                   | -2                  | 0                   | 0                   | 5            | -10          | 0            | 0            | 2                     | -3                    | 0                     | 0                     | 32       | -34    | 3           | 0          |
| F. Vitofrancesco | 24       | 1        | 0           | 0          | -                   | -                   | -                   | -                   | 2            | 0            | 0            | 0            | 2                     | 0                     | 0                     | 0                     | 28       | 1      | 0           | 0          |

## Giovanili
- Responsabile organizzativo: Alberto Sala, dal 1 maggio Nereo Omero Meloni
- Coordinatore tecnico: Maurizio Ferrarese
- Scouting: Alessandro Soldati
- Segreteria: Stefano Carlet

- Responsabile organizzativo attività di base: Luca Loria
- Responsabile tecnico attività di base Stefano Alfero
- Segretario attività di base Giuseppe Cassaneti